# Das wahre Leben der Alice im Wunderland
Das wahre Leben der Alice im Wunderland ist ein britisches Filmdrama, das unter der Regie von Gavin Millar nach einem Drehbuch von Dennis Potter im Jahr 1985 erschien. Der Film greift das reale Leben von Alice Liddell (1852–1934) und Charles Dodgson / Lewis Carroll (1832–1898) auf, ihre Beziehung zueinander und die Entstehung der Geschichte, die später als Alice im Wunderland veröffentlicht wurde. Im Film vermischen sich reale und fantastisch-halluzinatorische Elemente sowie die Zeitebenen von Alices Gegenwart im New York der Great Depression und ihrer Kindheit in der viktorianischen Zeit.

## Handlung
Der Film beginnt in der Redaktion der New York Herald Tribune, in der sich die Journalisten auf das Interview mit der 80-jährigen verwitweten Alice Liddell Hargreaves vorbereiten. Der ehemalige Reporter Jack Dolan erfährt so ebenfalls von dem bevorstehenden Besuch. Alice reist mit ihrer Begleitung Lucy im Jahr 1932 anlässlich der Hundertjahrfeier von Charles Dodgson mit einem Ozeandampfer nach New York. Als diejenige, für die Dodgson unter seinem Künstlerpseudonym Lewis Carroll einst das berühmte Kinderbuch Alice im Wunderland schrieb, soll sie dort an Stelle des verstorbenen Autors eine Ehrendoktorwürde der Columbia University entgegennehmen: „Derart mit der Vergangenheit konfrontiert, erlebt sie in ihrer Erinnerung nochmals die Begegnungen mit Carroll und der fantastischen Welt des Wunderlandes.“
Alice ist mittlerweile eine ältere Dame viktorianischer Prägung, die zum ersten Mal nach Amerika kommt und mit „würdevoller Verachtung auf ein Land voller ‚riesiger Horden des Pöbels‘“ blickt. In Rückblenden erinnert sich Alice an ihre behütete Kindheit mit ihren Schwestern Edith und Lorina in Oxford, wo ihr Vater am Christ Church College Dekan war und der sonderbare und stotternde Charles Dodgson als Mathematiklehrer arbeitete. Er bemühte sich sehr um die Kinder, vor allem Alice, erzählte ihnen Geschichten und machte Ausflüge mit ihnen. Bei ihrer Ankunft in New York wird Alice von Reportern, darunter Sally Mackeson und Jack Dolan, belagert, die eine Story über Alice im Wunderland schreiben wollen. Der junge, charmante Jack Dolan hilft Alice und Lucy durch den aufdringlichen Pulk von Berichterstattern und folgt ihnen in ihr Hotelzimmer im Waldorf Astoria. Er zeigt sich unbeeindruckt von Alice abweisendem Auftreten und flirtet sogar mit ihr. Als er sie als „Dreamchild“ bezeichnet, weicht Alice heitere Stimmung großer Beklommenheit. Sie spricht mit der bestürzten Lucy über ihren kommenden Tod, bevor sie sich kurz hinlegt. Lucy wird von dem immer noch in der Suite wartenden Jack Dolan überredet, mit ihm in der Hotelhalle Tee zu trinken, ist aber immer noch traurig, weil für sie als Waise Alice ihre einzige Bezugsperson ist, der sie viel verdankt.

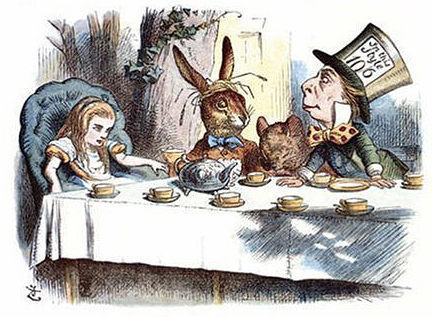
„Eine verrückte Teeparty“

Die Rückblende zeigt eine sommerliche Ruderbootsfahrt auf der Themse mit Dodgson, Reverend Duckworth, Alice, ihren Schwestern und ihrer Mutter. Alice, verunsichert durch Dodgsons anhaltenden, bewundernden Blick, bespritzt ihn mit Wasser, entschuldigt sich dann aber auf Geheiß ihrer Mutter. Sie küsst ihn mt den Worten „Ich habe nur gespielt“ auf die Wange und streicht dem fassungslos wirkenden Dodgson das Wasser aus dem Gesicht. Dodgson beginnt zur Erheiterung der Mädchen eine Geschichte über „Eine verrückte Teeparty“ mit dem Hutmacher. Die erwachte Alice sieht in der Suite plötzlich Dodgson im Spiegel. Verängstigt findet sie im Salon den Hutmacher, die Haselmaus und den Märzhasen, die nun gealterten und bedrohlichen Teilnehmer der einstigen Teeparty, vor. Im nächsten Moment nimmt sie als Kind am Tisch Platz. Als der Hutmacher sie als alte, hässliche, vergessliche Hexe beschimpft, die tot sein sollte, ist sie wieder die betagte Alice. Die Szene endet mit Dodgson im Boot, der die Geschichte erzählt.
Der mit Jack Dolan zurückkehrenden Lucy erzählt die verstörte Alice, dass sie von Dodgson träume und „alles zurückkäme“. Zudem ist sie überfordert von einem kurz vorher erfolgten Telefonanruf mit einer Interviewanfrage. Dolan berät sie, wie sie dadurch Geld verdienen könne. Er beginnt sich bald unentbehrlich zu machen und wird Alices Agent, der ihr hilft, sich in der modernen Geschäftswelt zurechtzufinden. Im Laufe der folgenden Tagen unterhält sie sich mit Dolan über einen Termin bei Paramount Pictures, bei dem sie öffentlichkeitswirksam der Verfilmung der „Alice-im-Wunderland-Geschichte“ ihren „offiziellen Segen“ geben soll. Sie registriert die Verliebtheit von Lucy und Dolan, äußert aber, dass ihr „Liebe immer schon am meisten Angst gemacht habe, sie sie aber stets bei anderen erkennen würde“. Immer öfter findet sich Alice in Kindheitserinnerungen und halluzinatorischen Episoden im Wunderland, das ein bedrohlicher Ort geworden ist, wieder. Sie erinnert sich an ihr Unverständnis, als ihre Mutter seinerzeit alle Briefe Dodgsons an sie vernichtet hat, und an ihre Begeisterung über das Buch mit der Geschichte, die Dodgson für sie aufgeschrieben hat. In einer Szene ist Alice wieder als Mädchen im Kimono bei Dodgson in seinem Fotoatelier. In der abgeschlossenen Atmosphäre des Labors, wo sie zusammen Fotos entwickeln, betrachtet er Alice lange sehnsuchtsvoll. Es scheint, als wolle er ihr seine Gefühle gestehen. Als sie verunsichert scheint, wechselt er das Thema.

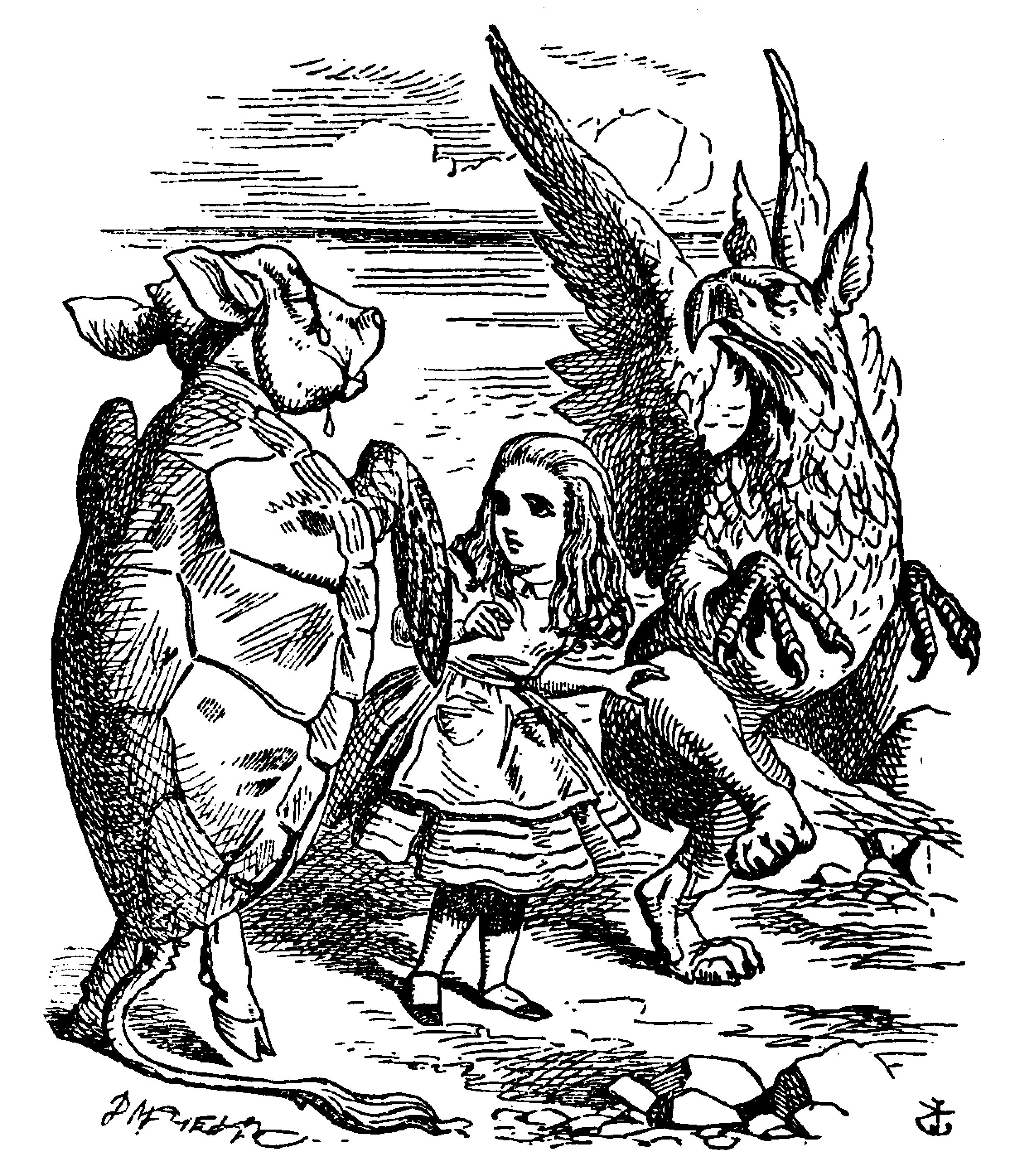
Alice und der Griffon lauschen dem Lied der Falschen Schildkröte

Am Tag ihrer Rede hört Alice, begleitet von Lucy und Dolan, in der Festhalle mit hunderten geladener Gäste den Chor The Mock Turtle’s Song vortragen. Die Szene wechselt in die Vergangenheit zu einem geselligen Zusammensein am Flussufer mit Dodgson, Alice, ihrer Mutter, ihren Schwestern und einem jungen Mann. Alice animiert Dodgson dazu, The Mock Turtle’s Song zu singen. Als sie zu lachen beginnt, verfällt er sofort in schweres Stottern und bricht ab, während sie ihn erst schuldbewusst anblickt, bevor sich beide unverwandt anschauen. Lorina liest das Ende der Alice-Geschichte vor und Alice geht zu Dodgson und umarmt ihn. Mit dem Erinnern werden ihr Dodgsons Gefühle für sie klar und dass ihre Beziehung möglicherweise latente sexuelle Untertöne hatte. Aus dieser neuen Perspektive heraus versucht sie, ihre Gefühle und ihre frühere Beziehung zu Dodgson zu verstehen. Sie hält im Anschluss ihre Rede, die sie mit ihrem Dank an Dodgson und demselben Buchzitat schließt, das seinerzeit ihre Schwester Lorina vorgelesen hatte. In der letzten Filmszene steht die junge Alice wie am Beginn des Films zwischen Felsen an einem unwirtlichen Meeresufer. Anders als in der Eingangsszene, in der sie die weinende „falsche Schildkröte“ trotz ihrer Fragen an den Greif nicht trösten kann, sitzt jetzt Dodgson, das Gesicht in den Händen vergraben, auf einem Stein. Alice fragt den Greif, welchen Kummer er habe, worauf der Greif antwortet, er habe keinen, und Dodgson sich lachend zu ihr umwendet und ihr die Hände reicht.

## Weitere Besetzung
| Figur                     | Stimme           | Puppenspieler  |
| ------------------------- | ---------------- | -------------- |
| Verrückter Hutmacher      | Tony Haygarth    | Mick Walter    |
| Greif                     | Fulton Mackay    | Ron Mueck      |
| Siebenschläfer/Haselmaus  | Julie Walters    | Karen Prell    |
| Kaninchen                 | Ken Campbell     | Michael Sundin |
| Raupe                     | Frank Middlemass | Steve Whitmire |
| Falsche Suppenschildkröte | Alan Bennett     | Steve Whitmire |

## Dreharbeiten
Drehorte waren unter anderem Liverpool und Merseyside.
Für den Film als einer Mischung aus Fantasy-, Real- und Puppenfilm wurden die sechs Charaktere bei der Teeparty und am Strand von Jim Hensons Creature Shop in dreidimensionale, missgestaltete Figuren umgesetzt. Sie waren von John Tenniels Illustrationen von Alice im Wunderland inspiriert. Die Puppenbewegung und -choreographie wurden von der amerikanischen Schauspielerin und Choreografin Gates McFadden entwickelt.

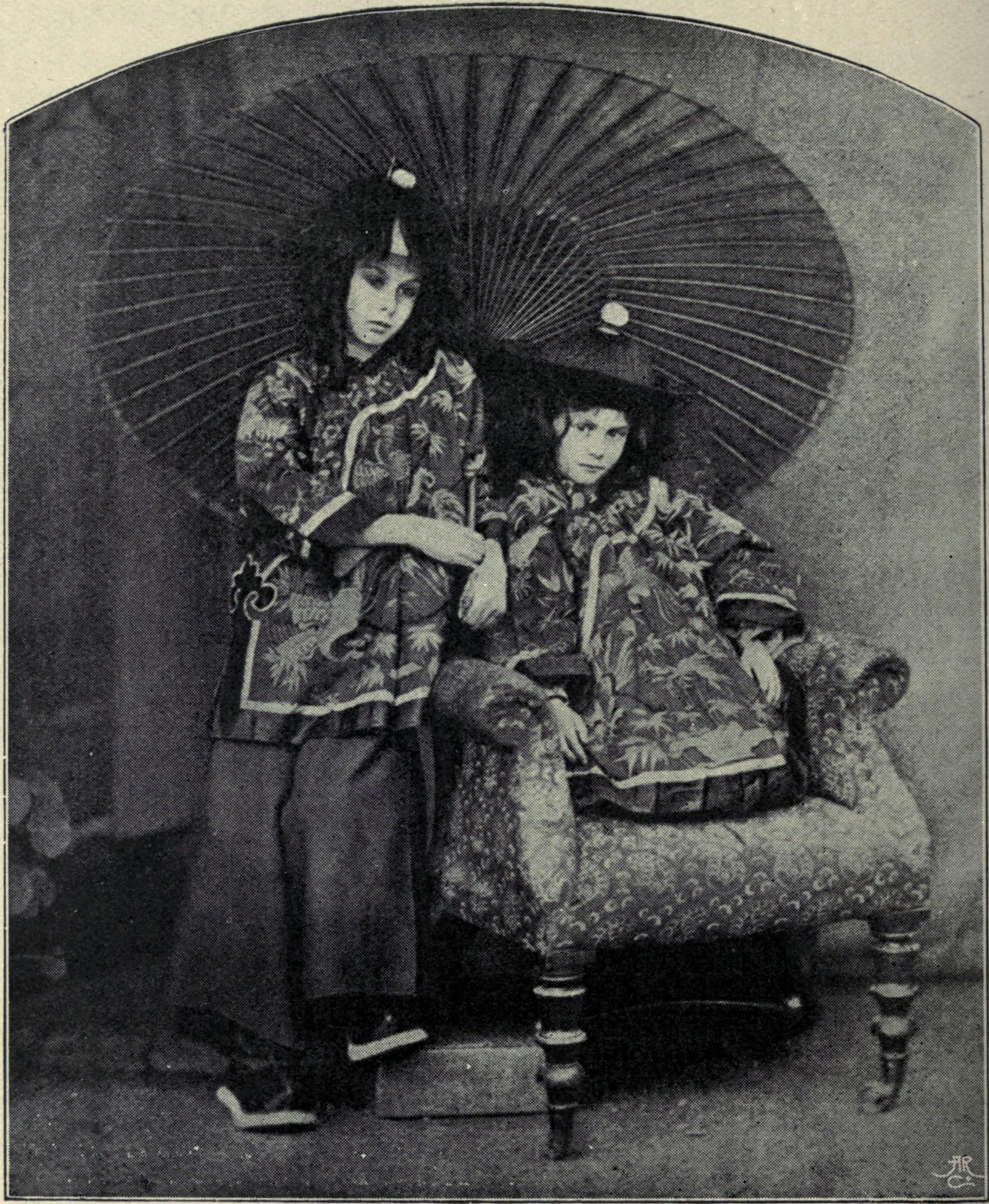
Lorina und Alice, um 1858, Foto von Dodgson

Die Kostümsequenz im Film, in der Dodgson Alice in chinesischer Kleidung porträtiert, basiert auf tatsächlichen Fotos, die er von ihr und ihren Schwestern gemacht hatte.
Die Musik der 1930er Jahre findet sich mit All of Me gespielt von der Band auf dem Schiff. Bei der Szene im Radiosender ist Confessin’ (That I Love You) zu hören sowie Get Happy und Tip-Toe thru’ the Tulips with Me im Imbiss. Bei der Zeremonie in der Columbia University wird Rule, Britannia! und Will You Won’t You Join the Dance? gespielt. I Only Have Eyes for You ist in der Szene beim Tanztee im Waldorf Astoria zu hören, obwohl das Lied erst 1934 geschrieben wurde, zwei Jahre später als zu der Zeit, in der der Film spielt.

## Veröffentlichung
Der von EMI produzierte Film kostete 3,8 Millionen Dollar. Er wurde zwar von Universal Pictures veröffentlicht, aber dafür musste EMI die Kopien und alle Werbekosten bezahlen. Dreamchild wurde in zehn oder zwölf Städten gezeigt, fand aber als Kunstfilm trotz sehr guter Kritiken nur ein begrenztes Publikum. In Los Angeles lief er zehn Wochen lang in einem Kino, aber die Aufführungsreihe endete vor Weihnachten.
Der Film wurde im Vereinigten Königreich und den USA mit PG (Parental Guidance Suggested) bewertet. Da der Film keine Nacktheit, keine Schimpfwörter und keine Gewalt enthält, konnte sich die Bewertung nur auf das Thema unterdrückter Pädophilie beziehen.
Der Film erschien am 4. Oktober 1985 in den Vereinigten Staaten, in Australien am 12. Juni 1986 und in Japan am 22. November desselben Jahres. In Dänemark kam der Film am 17. Oktober 1987 in die Kinos und am 10. Januar 1992 in Schweden. Unter dem Titel Das wahre Leben der Alice im Wunderland wurde der Film im deutschen Fernsehen erstmals am 18. August 1990 auf RTL plus gesendet.
Im Februar 1986 wurde Dreamchild beim portugiesischen Fantasporto Film Festival gezeigt. 2006 wurde der Film im Rahmen der retrospektiven Filmreihe „British Renaissance“ beim 26. Torino Film Festival gezeigt.

## Auszeichnungen und Nominierungen
Das National Board of Review (NBR) wählte Dreamchild zu einem der zehn besten Filme des Jahres 1985. Bei den Independent Spirit Awards 1986 war der Film in der Kategorie „Bester ausländischer Film“ nominiert und bei den British Academy Film Awards 1987 in der Kategorie „Beste visuelle Effekte“.
Als „Best Make Up Artist“ wurde 1987 bei den British Academy Film Awards Jenny Shircore nominiert und in der Kategorie „Best Special Visual Effects“ Duncan Kenworthy.
Bei der Saturn-Award-Verleihung 1986 wurde Coral Browne beim Saturn Award für die beste Hauptdarstellerin ausgezeichnet und ebenso als „Best Actress“ 1987 beim Evening Standard British Film Award.
Beim internationalen Filmfestival Fantasporto gewann Ian Holm 1986 den „International Fantasy Film Award“ als „Best Actor“ und Gavin Millar den „Critics’ Award“ Zudem war Millar für den „International Fantasy Film Award“ in der Kategorie „Best Film“ nominiert.
1985 wurde der Boston Society of Film Critics Award für den besten Nebendarsteller an Ian Holm vergeben. 1986 war er bei den Saturn Award für den besten Nebendarsteller und Amelia Shankley bei den Saturn Award für den besten Nachwuchsschauspieler nominiert. Sie gewann beim „Paris Film Festival“ 1986 als „Best Actress“.

## Rezeption
Übereinstimmend wird die schauspielerische Leistung der Hauptdarsteller gelobt. Stephen Holden von der The New York Times sieht in Coral Brownes Verkörperung der Alice Hargreaves „eine Darstellung von unbezwingbarer Würde, in der ständig Reserven an Wärme und Verletzlichkeit durch die kühle Fassade viktorianischer Schicklichkeit brechen“. Amelia Shankley in der Rolle der jungen Alice strahle „eine seltsame, schwelende Unschuld aus, die sie von den anderen Familienmitgliedern unterscheidet“. Und Lizzie Francke lobt im The Guardian Ian Holms gelungene Besetzung als Dodgson, ein „sanfter, stotternder Mann, eingehüllt in Kragen und schwarzen Serge“. Anna Kérchy befindet in ihrem Buch Alice in Transmedia Wonderland, Holm verkörpere Dodgson als „ewigen Voyeur“, der Alice mit seinen Blicken überwache.
Die Filmkritikerin Larushka Ivan-Zadeh urteilte, der Film erhalte „eine sehr harte und schmerzhafte Note durch seinen unruhigen Ton und durch die Spannungen, die die alte Frau wiederentdeckt, wenn sie zurückdenkt – an das Pathos von Dodgsons intensiver, kontrollierter Anbetung ihres jungen Ichs, dieses unmöglichen Objekts der Begierde.“ Dreamchild steuere „einen heiklen Kurs durch ein Gebiet voller Tabus“. Kérchy sieht Alices Erinnerungen an Dodgson und ihre Flashbacks, die sie zurück ins Wunderland versetzen, als „aus verdrängten Traumata stammende geisterhafte alptraumhafte Erscheinungen, die allmählich aus der Perspektive des wissenden Erwachsenen freigelegt werden, der nun rückblickend Bedeutungen entschlüsseln kann, die zu beunruhigend sind, um für das frühere kindliche Ich verständlich gewesen zu sein.“ Dennoch führten die Erinnerungen bei der älteren Alice zu Orientierungslosigkeit und Identitätskrise.
Catherine Nichols schreibt in ihrem Buch Alice’s Wonderland. A Visual Journey Through Lewis Carroll’s Mad, Mad World, der Film umgehe die Frage, ob Dodgsons Liebe erotisch aufgeladen sei. Sein Verhalten sei immer korrekt, wenn nicht sogar steif. Francke führt weiter aus, entscheidend sei, dass nicht Dodgson „in den Erinnerungen der erwachsenen Alice verstörend wirkt, sondern eher die unausgesprochenen Gefühle, die in der Vorstellungswelt zum Ausdruck kommen und in seinen Geschichten für sie kanalisiert werden. Das Ergebnis ist ein Film mit einer starken Sogwirkung, der an das Fantastische glaubt, um das Chaos der Liebe zu erkunden,“ und dabei „weder sensationslüstern ist noch sentimentalisiert darstellt, worum es geht“.
Kérchy urteilt, der Film werfe einen aufregenden Blick auf die Beziehung zwischen Alice und Carroll, indem er die bekannte Geschichte aus der Perspektive der sonst zum Objekt stilisierten, stummen Muse neu erzähle und ihr so Sichtbarkeit, Stimme und Handlungsfähigkeit verleihe. Der Filmdienst lobt zudem, dass „die bekannte Geschichte teils mit ungewöhnlichem Blickwinkel und bissiger Zeichnung porträtiert“ werde. Holden sieht außerdem den „Zusammenprall des verblassenden Viktorianismus mit der rauen Welt des amerikanischen Unternehmertums“ als ein durchgängiges Thema des Films.